# WWE NXT UK
NXT UK — телевизионная программа о рестлинге, которая производилась исключительно в Великобритании американской компанией WWE. Она транслировалась на BT Sport и 5Action (ранее известном как Paramount Network). В США шоу можно было смотреть на канале Peacock, а в других странах оно транслировалось по WWE Network. В шоу участвовали участники бренда WWE NXT UK. Официально шоу было анонсировано во время турнира за титул чемпиона Соединенного Королевства 2018 года. Последний эпизод программы вышел в эфир 1 сентября 2022 года, после объявления о том, что бренд NXT UK будет заменен на NXT Europe в 2023 году.

## История
На пресс-конференции в O2 Арене, 15 декабря 2016 года, Triple H объявил, что состоится турнир на 16 человек, который определит первого Чемпиона Соединенного Королевства WWE. Турнир проводился в течение двух дней, 14 и 15 января 2017 года, и транслировался исключительно на WWE Network. Тайлер Бэйт выиграл, став первым чемпионом..
Тогда же было объявлено, что чемпионат. станет центральным элементом нового британского шоу, запущенного в Великобритании, но с момента первого турнира пояс чемпиона. защищался на NXT, а также на независимой площадке лондонского промоушена, Progress Wrestlng в Великобритании. Окончательное название NXT UK и его премьера были объявлены во время Турнира чемпионата Соединенного Королевства 2018 года. 7 июня 2018 года Джонни Сен был назначен генеральным менеджером британского бренда WWE, официально получившего название NXT UK.
В августе 2018 года в рамках телешоу прошли первые записи, а премьерный эпизод NXT UK транслировался 17 октября 2018 года.

## Чемпионские титулы
Тайлер Бэйт выиграл турнир, 15 января 2017 года, став первым чемпионом Соединенного Королевства WWE. Первая смена чемпиона, а также первая защита в эфир, состоялось 20 мая 2017 года на NXT TakeOver: Чикаго, тогда Пит Данн победил Бэйта, и стал чемпионом.
Рея Рипли выиграла первый женский турнир, и стала первой Чемпионкой Соединённого Королевства WWE
18 июня 2018 года было объявлено о создании Командного чемпионство Соединённого Королевства WWE 13 октября 2018 года на записях NXT UK, Triple H и генеральный менеджер бренда NXT UK Джонни Сейнт представила публике чемпионские пояса.
История чемпионских титулов завершилась на шоу Worlds Collide (2022), где все титулы все титулы NXT UK были объединены с титулами NXT.

### Существовавшие титулы
| Чемпионат                              | Ссылки        |
| -------------------------------------- | ------------- |
| Чемпионат Соединённого Королевства NXT | [ 28 ]        |
| Чемпионат NXT UK среди женщин          | [ 29 ]        |
| Командное чемпионство NXT UK           | [ 30 ] [ 31 ] |

## Руководство
| Руководитель | Должность            | Начало работы | Завершение работы | Примечания |
| ------------ | -------------------- | ------------- | ----------------- | --- |
| Джонни Сейнт | Генеральный менеджер | 7 июня 2018   | 4 сентября 2022   | 7 июня 2018 года Джонни Сейнт был назначен генеральным менеджером британского бренда WWE, официально получившего название NXT UK. |

### Комментаторы
Вик Джозеф и Найджел Макгиннесс с 17 октября 2018 года.

### Ринг-аннонсеры
Энди Шеперд с 17 октября 2018 года

## Мероприятия на WWE Network
| Мероприятия                                           | Дата проведения     | Город проведения                          | Место проведения                                | Главные матчи                                                                                              | Ссылки               |
| ----------------------------------------------------- | ------------------- | ----------------------------------------- | ----------------------------------------------- | --- | -------------------- |
| Турнир чемпионата Соединенного Королевства WWE (2017) | 14 января 2017 года | Блэкпул, Ланкашир, Англия, Великобритания | Танцевальный Императорский зал Empress Ballroom | Тайлер Бейт против Такера                                                                                  | [ 34 ]               |
| Турнир чемпионата Соединенного Королевства WWE (2017) | 15 января 2017 года | Блэкпул, Ланкашир, Англия, Великобритания | Танцевальный Императорский зал Empress Ballroom | Тайлер Бейт против Пита Данна за титул Чемпиона Соединённого Королевства WWE                               | [ 6 ]                |
| Отдельный Чемпионат Соединенного Королевства WWE      | 7 мая 2017 года     | Норидж, Норфолк, Англия, Великобритания   | Epic Studios                                    | Тайлер Бейт (c) против Марка Эндрюса за титул Чемпиона Соединённого Королевства WWE                        | [ 35 ]               |
| Турнир чемпионата Соединенного Королевства WWE (2018) | 18 июня 2018 года   | Кенсингтон, Лондон Англия, Великобритания | Альберт-холл                                    | Зак Гибсон против Трэвиса Бэнкса, матч за первое претенденство за Чемпионство Соединённого Королевства WWE | [ 36 ] [ 37 ] [ 38 ] |
| Турнир чемпионата Соединенного Королевства WWE (2018) | 19 июня 2018 года   | Кенсингтон, Лондон Англия, Великобритания | Альберт-холл                                    | Пит Данн (c) против Зака Гибсона за Чемпионство Соединённого Королевства WWE                               | [ 36 ] [ 39 ]        |
| NXT UK TakeOver: Блэкпул                              | 12 января 2019 года | Блэкпул, Ланкашир, Англия, Великобритания | Танцевальный Императорский зал Empress Ballroom | Пит Данн (c) против Джо Коффи за титул Чемпиона Соединённого Королевства WWE                               | [ 41 ]               |
| (c) — чемпион на момент поединка                      |                     |                                           |                                                 | |                      |